# Pathfinder (RAF)
Pathfinders var målmarkeringsskvadroner tillhörande RAF Bomber Command under andra världskriget. De lokaliserade och markerade målområden med målmarkeringsbomber och facklor som huvudstyrkan av bombflygplan kunde sikta på. Skvadronerna utrustades tidigt med tekniska navigeringshjälpmedel som Gee, Oboe och H2S radar. De tidiga målmarkeringsskvadronerna expanderades i januari 1943 till en fullständig Group, No. 8 (Pathfinder Force) Group, som till slut skulle omfatta 19 skvadroner. 

## Skvadroner
- No. 7 Squadron RAF - Stirling, senare Lancaster
- No. 35 Squadron RAF - Halifax, senare  Lancaster
- No. 83 Squadron RAF - Lancaster
- No. 97 Squadron RAF - Lancaster
- No. 105 Squadron RAF - Mosquito
- No. 109 Squadron RAF - Wellington, senare Mosquito - Oboe
- No. 128 Squadron RAF - Mosquito uppsatt 1944
- No. 139 Squadron RAF - Mosquito
- No. 142 Squadron RAF - Mosquito uppsatt 1944
- No. 156 Squadron RAF - Wellington, senare Lancaster
- No. 162 Squadron RAF - Mosquito uppsatt 1944
- No. 163 Squadron RAF - Mosquito uppsatt 1945
- No. 405 Squadron RCAF - Halifax, senare Lancaster
- No. 571 Squadron RAF - Mosquito uppsatt 1944
- No. 582 Squadron RAF - Lancaster uppsatt 1944
- No. 608 Squadron RAF - Mosquito uppsatt 1944
- No. 627 Squadron RAF - Mosquito uppsatt 1943
- No. 635 Squadron RAF - Lancaster uppsatt 1944
- No. 692 Squadron RAF - Mosquito uppsatt 1944

## Flygbaser
- RAF Bourn
- RAF Downham Market
- RAF Graveley
- RAF Gransden Lodge
- RAF Little Staughton
- RAF Marham
- RAF Oakington
- RAF Upwood
- RAF Warboys
- RAF Wyton